# Uwe Cantner
Uwe Cantner (* 2. August 1960 in Wuppertal) ist ein deutscher Wirtschaftswissenschaftler. Er ist Professor für Volkswirtschaftslehre an der Friedrich-Schiller-Universität Jena. Seit 2014 ist er Vizepräsident für wissenschaftlichen Nachwuchs und Gleichstellung. Zum 1. Mai 2019 hat er den Vorsitz der Expertenkommission Forschung und Innovation (EFI) der Bundesregierung übernommen. Im August 2025 schied er turnusgemäß aus dem Gremium aus.

## Leben und Wirken
Cantner studierte ab 1980 Wirtschaftswissenschaften an der Universität Augsburg und der Wayne State University, Detroit. An der LMU schrieb er seine Doktorarbeit „Technischer Fortschritt, neue Güter und internationaler Handel“ (1990). Anschließend war er als wissenschaftlicher Assistent an der Universität Augsburg tätig. Dort habilitierte er sich 1996 mit der Schrift „Heterogenität und technologische Spillovers – Grundelemente einer ökonomischen Theorie des technologischen Fortschritts“. Nach Stationen  an der Universität Toulon-Var und der Universität Rennes 2  wurde er 2000 Professor für Mikroökonomie an der Friedrich-Schiller-Universität Jena. Seit 2010 ist er zudem Professor für Volkswirtschaftslehre an der Syddansk Universitet.